# Calliandra asplenioides
Calliandra asplenioides är en ärtväxtart som först beskrevs av Christian Gottfried Daniel Nees von Esenbeck, och fick sitt nu gällande namn av Stephen Andrew Renvoize. Calliandra asplenioides ingår i släktet Calliandra och familjen ärtväxter. Inga underarter finns listade i Catalogue of Life.